# Skørbæk (Aalborg Kommune)
 For alternative betydninger, se Skørbæk. (Se også artikler, som begynder med Skørbæk)
Skørbæk er en landsby i det nordlige Himmerland med 47 indbyggere (2008). Skørbæk er beliggende seks kilometer syd for Bislev og 32 kilometer sydvest for Aalborg. Landsbyen hører under Aalborg Kommune og er beliggende i Ejdrup Sogn.
Midt i landsbyen ligger en sø, som omkranses af landsbyen, hvilket giver samling og struktur i landsbyen.
Der er mange mindre huse og landejendomme imellem hinanden Indfaldsvejene er karakteriseret af, at der er tale om en om en by, hvor landbrugserhvervet er fremherskende. Ved byens midte bemærkes søen, som udgør en væsentligt karakteristik for byen og et naturligt omdrejningspunkt i byen. De omliggende arealer rummer åbne markarealer. Omkring søen er der placeret borde og bænke med et grønt læbælte som baggrund, således at området omkring søen kan benyttes som et rekreativt område. 